# Sariaya
Sariaya is een gemeente in de Filipijnse provincie Quezon op het eiland Luzon. Bij de laatste census in 2010 telde de gemeente bijna 139 duizend inwoners.

## Geografie

### Bestuurlijke indeling
Sariaya is onderverdeeld in de volgende 43 barangays:
| - Antipolo - Balubal - Barangay 1 - Barangay 2 - Barangay 3 - Barangay 4 - Barangay 5 - Barangay 6 - Bignay 1 - Bignay 2 - Bucal - Canda - Castañas - Concepcion Banahaw - Concepcion No. 1 | - Concepcion Palasan - Concepcion Pinagbakuran - Gibanga - Guisguis-San Roque - Guisguis-Talon - Janagdong 1 - Janagdong 2 - Limbon - Lutucan 1 - Lutucan Bata - Lutucan Malabag - Mamala I - Mamala II - Manggalang 1 | - Manggalang Tulo-tulo - Manggalang-Bantilan - Manggalang-Kiling - Montecillo - Morong - Pili - Sampaloc 1 - Sampaloc 2 - Sampaloc Bogon - Sampaloc Santo Cristo - Talaan Aplaya - Talaanpantoc - Tumbaga 1 - Tumbaga 2 |

## Demografie

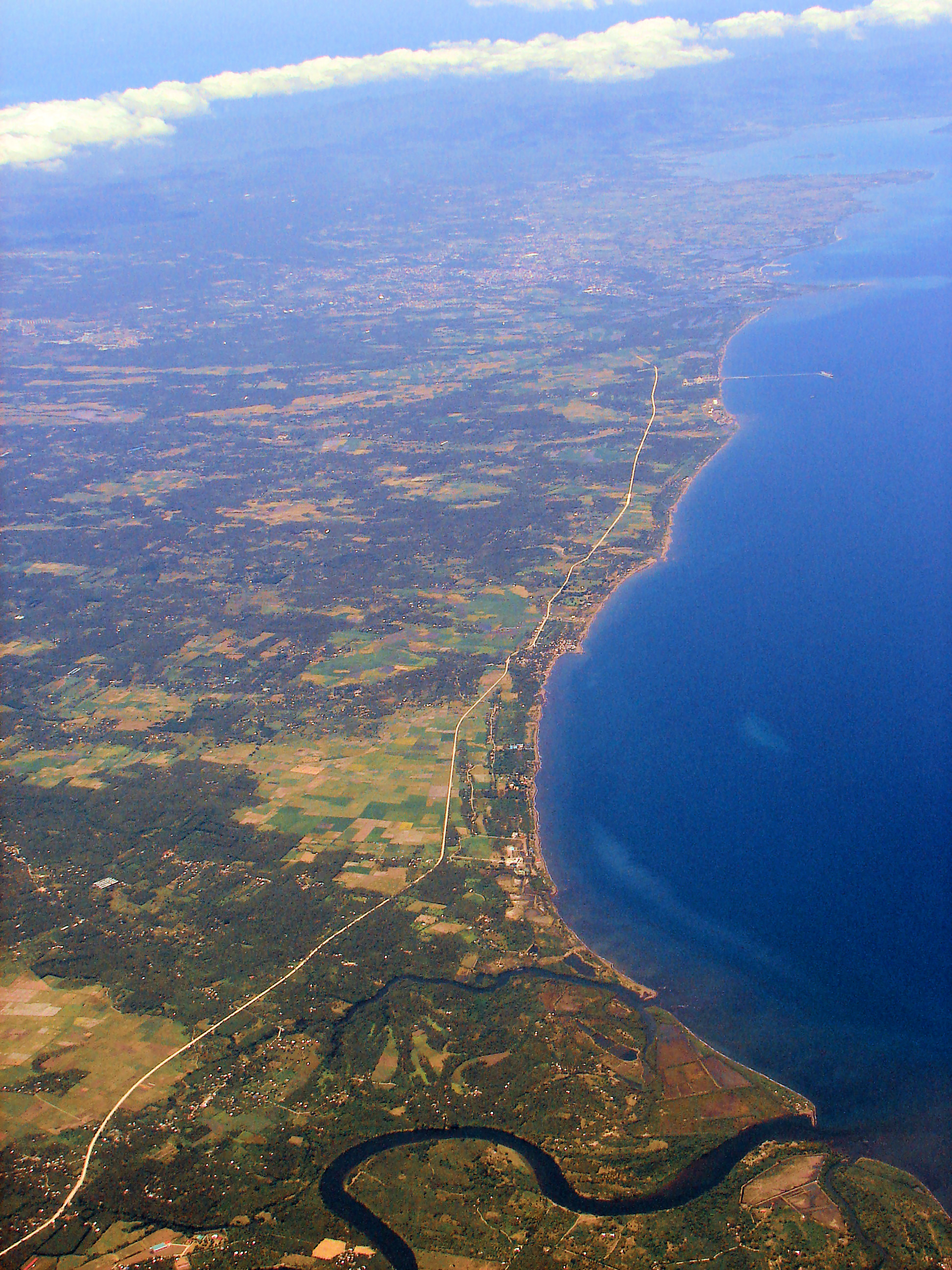
Luchtfoto van Sariaya met Lucena in de achtergrond.

Sariaya had bij de census van 2010 een inwoneraantal van 138.894 mensen. Dit waren 10.646 mensen (8,3%) meer dan bij de vorige census van 2007. Ten opzichte van de census van 2000 was het aantal inwoners gegroeid met 24.326 mensen (21,2%). De gemiddelde jaarlijkse groei in die periode kwam daarmee uit op 1,94%, hetgeen hoger was dan het landelijk jaarlijks gemiddelde over deze periode (1,90%).

De bevolkingsdichtheid van Sariaya was ten tijde van de laatste census, met 138.894 inwoners op 212,16 km², 654,7 mensen per km².